# Nekrolog 1964
Nekrolog
◄◄
| ◄
| 1960
| 1961
| 1962
| 1963
| 1964 | 1965 | 1966 | 1967 | 1968 | ► | ►►
1. Quartal |
2. Quartal |
3. Quartal |
4. Quartal 
Weitere Ereignisse | Allgemeiner Nekrolog 1964
Die Beschreibung der verstorbenen Person sollte so kurz wie möglich gehalten sein und nur deren signifikante Tätigkeit(en) enthalten.
Neue Namen ggf. auch unter dem Geburts- und Sterbedatum, also etwa unter 1. Januar und im Geburts- und Sterbejahr (2024) eintragen (nur bei entsprechender großer Wichtigkeit). Für Beispiele siehe die schon vorhandenen Artikel.
Außerdem über die fünf zuletzt Verstorbenen, zu denen es einen ausreichend guten Artikel für eine Präsentation auf der Hauptseite gibt, nach der todesbedingten Überarbeitung der Artikel ggf. auch unter Wikipedia Diskussion:Hauptseite informieren und sie am besten auch in den anderen Wikipedia-Sprachversionen eintragen. Tipp: Regelmäßig bei news.google.de nach „ist tot“, „gestorben“ oder „verstorben“ suchen.
Wenn eine Person gestorben ist, gibt es viele Seiten zu dieser Person in der Wikipedia, die davon auch betroffen sind und entsprechend aktualisiert werden müssen. Beispiele: Namenübersichtsseite, Geburtsjahr, Geburtsort-Seiten und viele mehr.
Wie finde ich die betroffenen Seiten?
Im Suchfeld auf der linken Seite gibt man den Suchbegriff so ein: „Vorname Nachname“. Dann klickt man auf Volltext und alle Seiten mit entsprechendem Suchtext werden aufgerufen. Hier sieht man dann schnell, wo auch das Todesjahr Sinn macht oder sogar ein Teil des Artikels angepasst werden muss. Auch hilft das „Werkzeug“ auf der linken Seite sehr gut, um solche Seiten aufzufinden: „Links auf diese Seite“. Somit ist die Wikipedia wieder aktuell in allen Bereichen! Hinweis: bei Eintragung der Kategorie „Gestorben JAHR“ wird der Missbrauchsfilter 49 ausgelöst, was jedoch nicht schlimm ist. Siehe: Spezial:Missbrauchsfilter/49
Dies ist eine Liste von im Jahr 1964 verstorbenen bekannten Persönlichkeiten. Die Einträge erfolgen innerhalb der einzelnen Daten alphabetisch sortiert. Tiere sind im Nekrolog für Tiere zu finden.
Die Liste ist nach Quartalen aufgeteilt:
- Nekrolog 1. Quartal 1964: Januar, Februar und März
- Nekrolog 2. Quartal 1964: April, Mai und Juni
- Nekrolog 3. Quartal 1964: Juli, August und September
- Nekrolog 4. Quartal 1964: Oktober, November und Dezember

## Datum unbekannt
| ’Mantšebo                                | Regentin der Basotho                                                                 |  |
| Daniel Anguiano Munguito                 | spanischer Politiker und Gewerkschafter                                              |  |
| Erich Asmussen                           | deutscher Fußballschiedsrichter                                                      |  |
| Oumar Ba                                 | nigrischer Mediziner, Gewerkschafter und Politiker                                   |  |
| Alfred Barneck                           | deutscher Mathematiker                                                               |  |
| Ernst Biesalski                          | deutscher Agrarwissenschaftler mit dem Spezialgebiet der Landarbeitslehre            |  |
| Wilhelm Binroth                          | deutscher Genre- und Landschaftsmaler                                                |  |
| Franz Heinrich Bock                      | deutscher Verwaltungsbeamter                                                         |  |
| Charles Bouvier                          | Schweizer Fußballspieler und Bobfahrer                                               |  |
| Walter Buchebner                         | österreichischer Dichter                                                             |  |
| Pio Campa                                | italienischer Bühnen- und Filmschauspieler                                           |  |
| Georges Castellana                       | französischer Romanist, Okzitanist und Lexikograf                                    |  |
| Noel Croswell                            | britischer Polizeibeamter und jamaikanischer Polizeichef                             |  |
| Jeanne Cuisinier                         | französische Ethnologin                                                              |  |
| Zaccheus Daniel                          | US-amerikanischer Astronom                                                           |  |
| Heinrich Danzebrink                      | deutsch-französischer Jurist und saarländischer Politiker                            |  |
| George Des Brisay de Blois               | kanadischer Politiker, Vizegouverneur von Prince Edward Island                       |  |
| Alice Decarli                            | deutsche Schauspielerin, Schnittmeisterin, Rundfunksprecherin und Regisseurin        |  |
| Hansheinrich Dransmann                   | Kapellmeister und Komponist                                                          |  |
| Arthur Drews                             | preußischer Landrat                                                                  |  |
| Willi Drost                              | deutscher Kunsthistoriker, Hochschullehrer und Schriftsteller                        |  |
| Hugo Erlanger                            | deutscher Provisionsvertreter für Herrenkleidung und Sportartikel                    |  |
| Hermann Fey                              | deutscher Musikpädagoge, Autor und Gründer der Lübecker Singschule                   |  |
| Willie Frick                             | deutscher Eiskunstlauftrainer                                                        |  |
| Raymond Gadabu                           | nauruischer Politiker                                                                |  |
| Else Gebel                               | deutsche kommunistische Widerstandskämpferin in der NS-Zeit                          |  |
| Georg Geisler                            | deutscher Verwaltungsjurist, Oberbürgermeister von Gleiwitz                          |  |
| François Gibens                          | belgischer Turner                                                                    |  |
| Frederick Charles Green                  | britischer Romanist, Anglist und Literaturwissenschaftler                            |  |
| Walter Hillbring                         | deutschsprachiger Chansonnier, Schauspieler und Kabarettist                          |  |
| Jorge Hübner Bezanilla                   | chilenischer Dichter und Diplomat                                                    |  |
| Ernst Huhn                               | deutscher Architekt                                                                  |  |
| Douglas Francis Jerrold                  | britischer rechtsextremistischer Verleger                                            |  |
| John Okute Sica                          | Lakota, Historiker, Schriftsteller                                                   |  |
| Erich Junkelmann                         | deutscher Komponist und Kunstwissenschaftler                                         |  |
| Mentscha Karnitschewa                    | Widerstandskämpferin in Mazedonien und Ehefrau von Iwan Michailow                    |  |
| Hermann Kessemeier                       | deutscher Architekt                                                                  |  |
| Jacob Kjeldgaard                         | dänischer Fotograf, Journalist und Fotomontage-Künstler                              |  |
| Friedrich Klaus                          | deutscher Politiker der CDU, MdL                                                     |  |
| Erich Kloss                              | Jurist und Kommunalpolitiker                                                         |  |
| Margarete Koehler-Bittkow                | deutsche Textilkünstlerin und Malerin                                                |  |
| August Köhler                            | deutscher Porträt- und Figuren-Maler in Stuttgart                                    |  |
| Esfir Konjus                             | russische bzw. sowjetische Kinderärztin, Hygienikerin und Hochschullehrerin          |  |
| Erich Krenkel                            | deutscher Geologe                                                                    |  |
| Dorothy Lawrence                         | englische Reporterin                                                                 |  |
| Louis Leutheusser                        | deutscher Politiker                                                                  |  |
| Ernst Theodor Loeb                       | deutscher Landrat                                                                    |  |
| Grigori Moissejewitsch Mairanowski       | sowjetischer Chemiker und Toxikologe                                                 |  |
| Meinhart Maur                            | Schauspieler                                                                         |  |
| Alexandrina Mititelu                     | rumänische Romanistin und Rumänistin                                                 |  |
| Otto Model                               | deutscher Jurist und Autor                                                           |  |
| Raffaello Pacini                         | italienischer Dokumentarfilmer und Filmregisseur                                     |  |
| Nettie Palmer                            | australische Schriftstellerin                                                        |  |
| Tancredi Parmeggiani                     | italienischer Maler                                                                  |  |
| Max Pfeffer                              | austroamerikanischer Verleger und Literaturagent                                     |  |
| Stanisław Podgórski                      | polnischer Landschaftsmaler und Kunstlehrer                                          |  |
| Alfred Rausch                            | deutscher Jurist, Vizepräsident des Bundesrechnungshofs                              |  |
| James Ray                                | afro-amerikanischer Rhythm-and-Blues-Sänger mit Plattenerfolgen in den 1960er Jahren |  |
| Guy Reiss                                | französischer Astronom und Asteroidenentdecker                                       |  |
| Adolf Rhein                              | Erfurter Buchbinder und Einbandforscher                                              |  |
| Antonio M. Ruiz                          | mexikanischer Maler und Bühnenbildner                                                |  |
| Arthur Sack                              | deutscher Landwirt, Autodidakt und Hobbyerfinder                                     |  |
| Kurt Schlesinger                         | deutscher Mechaniker jüdischer Abstammung und NS-Kollaborateur                       |  |
| Magnus Schmid                            | deutscher Orgelbauer (≈75)                                                           |  |
| Bernhard Schorbach                       | deutscher Autor und nordhessischer Heimatdichter                                     |  |
| Alexander Herman Schutz                  | US-amerikanischer Romanist, Provenzalist und Mediävist                               |  |
| Alexander Freiherr von Senarclens-Grancy | deutscher Marineattaché                                                              |  |
| Henry Maurice Sheffer                    | US-amerikanischer Logiker                                                            |  |
| Mustafā as-Sibāʿī                        | syrischer Muslimbruder                                                               |  |
| Tom Simpson                              | englischer Golfarchitekt                                                             |  |
| Charles Lee Smith                        | US-amerikanischer Bürgerrechtler                                                     |  |
| Franz Sproß                              | deutscher Kommunalpolitiker                                                          |  |
| Hugh A. Stayt                            | südafrikanischer Anthropologe                                                        |  |
| Augustina Steinhauser                    | deutsche Ordensfrau der Franziskanerinnen von Sießen                                 |  |
| Oskar Stössel                            | österreichischer Maler und Grafiker                                                  |  |
| Guillermo Subiabre                       | chilenischer Fußballspieler                                                          |  |
| Guido Sutermeister                       | italienischer Archäologe und Ingenieur                                               |  |
| Hektor Tsironikos                        | griechischer Unternehmer und rechtsextremer Politiker                                |  |
| Dionysios Vasilopoulos                   | griechischer Schwimmer und Wasserballspieler                                         |  |
| Burkhart Waldecker                       | deutscher Afrikaforscher und Ethnologe                                               |  |
| Adolf Waldmann                           | deutscher Tüftler und Erfinder                                                       |  |
| Nikolai Walentinow                       | russischer Ökonom                                                                    |  |
| Alix de Watteville                       | Schweizer Schriftstellerin                                                           |  |
| Georg Wenner                             | deutscher Kaufmann und SS-Führer                                                     |  |
| Georg Werner                             | deutscher Architekt, Baubeamter und Hochschullehrer                                  |  |
| Margarete Wittber                        | deutsche Lehrerin und Schriftstellerin                                               |  |